# Marin Dumitrescu
Marin Dumitrescu (n. 19 ianuarie 1919, Comani, România – d. 27 aprilie 2021) reprezintă pinionul de transmisie între generația de aur ilustrată de Calcianu și Cristea și generația clasicilor, apărută după anul 1967. Marin Dumitrescu a fost campion la motociclism viteză la 125 cmc activând la clubul sportive Steaua și Dinamo și campion la motocros. Debutează în 1948 în cursele de viteză pe circuit, cu Jeep-uri modificate. Bucurându-se de condiții propice, Marin Dumitrescu devine, între 1949 și 1958, strângătorul majorității titlurilor de campion absolut de viteză pe circuit și coastă. A concurat și în raliuri, alături de Petre Vezeanu. Ultimul titlu de campion l-a câștigat cu Dacia 1300, în anul 1976.

## Rezultate
Între anii 1945 și 1975 a fost multiplu Campion National Absolut la Coasta si Circuit (‘’adunatorul tuturor titlurilor de campion absolut la coasta si circuit’’ Almanah Auto 1973). Are în total peste treizeci de titluri de Campion National Absolut si la grupe.

## Raliuri
- 1967 Loc II General Raliul Transbalcanic
- 1969 Campion National Clasa IV, Vice Campion Absolut

## Viteză în coasta
- 1968 Campion National Absolut
- 1970 Campion National Clasa II
- 1972 Campion National Clasa III
- 1973 Campion National Clasa IV, Vice Campion National
- 1974 Campion National Clasa IV
- 1976 Campion National Clasa VI

## Lucrari
- In 1946 a construit doua automobile performante de competitie, utilizand mecanica BMW 328 la Uzina Vulcan.
- In 1973 a construit prima masina romaneasca PERFORMANTA de concurs (Dacia 1300)
- Cluburi : CCA, Dinamo, Steaua, Fondator Unirea Tricolor, Fondator Club Politehnica Bucuresti.
- Antrenor: Unirea Tricolor, Politehnica Bucuresti
- In anul 1978 a scris autobiografia -‘’Un Sfert De Veach La Volanul Bolizilor’’

## Distincții
În 2011 i s-a conferit titlul de cetățean de onoare al Sinăii.
La împlinirea vârstei de 92 de ani, în semn de apreciere deosebită pentru întreaga sa activitate, pentru eforturile susținute de a promova automobilismul sportiv românesc, prin Decretul nr. 8/2011 domnului Marin Dumitrescu i s-a conferit Ordinul Național Serviciul Credincios în grad de Cavaler.
Propunerea pentru acordarea acestei distincții dlui Marin Dumitrescu a fost făcută de asociația „Retromobil Club România”, al cărui membru de onoare a fost.